# Narcisse Ewodo
Narcisse Ewodo Beyala (Yaoundé, 29 ottobre 1972) è un ex cestista camerunese con cittadinanza francese.

## Palmarès
- Campionato francese: 2

Pau-Orthez: 1997-98, 1998-99